# Flumpool 5th Anniversary Special Live「For our 1,826 days & your 43,824 hours」at Nippon Budokan
『flumpool 5th Anniversary Special Live「For our 1,826 days & your 43,824 hours」at Nippon Budokan』（フランプールフィフスアニバーサリースペシャルライブフォーアワーワンサウザンドエイトハンドレッドトゥエンティーシックスデイズアンドユアフォーティースリーサウザンドエイトハンドレッドトゥエンティーフォーアワーズアットニッポンブドウカン）は、日本のバンド、flumpoolのライブビデオ。2013年12月25日発売。発売元はA-Sketch

## 解説
2013年10月1日にメジャーデビュー5周年を記念して、10月1日、2日の2日間に日本武道館で行われたスペシャルライブの2日目の模様を収録した。Blu-ray Disc及びDVDの2形態で発売されている。
Discは二枚組になっており、Disc1にはライブ映像、Disc2には『Count Down Documentary』と題した、ドキュメンタリー映像が収録されている。（Blu-ray Disc、DVD同内容。）
flumpoolにとって、日本武道館での単独ライブは、2009年の『flumpool tour 2009「Unclose」Special !! LIVE at 日本武道館』につづく2回目である。

## 収録曲

### Disc1
1. Because... I am
2. 覚醒アイデンティティ
3. Calling
4. 微熱リフレイン
5. どんな未来にも愛はある
6. two of us
7. OLDIES but GOODIES　-武道館スペシャルVer.- 
  - labo
  - Hello
  - 388859
  - タイムカプセル with 井上裕介(NON STYLE)
  - Present
  - 流れ星
  - ベガ 〜過去と未来の北極星〜
  - ハイドレンジア
  - 東京哀歌
  - フレイム
8. 証
9. 花になれ
10. 強く儚く
11. 君に届け
12. reboot〜あきらめない詩〜
13. MW 〜Dear Mr. & Ms. ピカレスク〜
14. 星に願いを
15. 夏Dive
16. イイじゃない？
17. Belief 〜春を待つ君へ〜（flumpool×Mayday）
18. OAOA（flumpool×Mayday）
19. 大切なものは君以外に見当たらなくて

## Disc2
- 『Count Down Documentary』